# Чанс, Майкл
Майкл Чанс (англ. Michael Chance, род. 7 марта 1955, Пенн, графство Бакингемшир, Великобритания) — британский певец (контратенор), выступающий на оперной и камерной сцене.

## Биография
Родился 7 марта 1955 года в семье музыкантов. В подростковом возрасте пел в хоре St George’s Chapel (Виндзорский замок), учился в St George’s School. Посещал занятия в Итонском колледже. Закончил King’s College в Кембридже (бакалавриат по специализации «Английская литература»). Майкл Чанс изучал вокал у Руперта Брюса Локхарта.
Первое выступление на оперной сцене — постановка оперы «Ясон» Франческо Кавалли (в рамках Buxton Festival). Вслед за этим были успешные выступления в Лионе, Кёльне, три сезона в Опере Кента. Певец выступал на самых известных оперных сценах Сиднея, Театро Колон в Буэнос-Айресе, La Scala в Милане, Метрополитен-опера в Нью-Йорке, Лиссабона, Парижа и Амстердама, Лондона (Ковент-Гарден, Английская Национальная опера). В числе его ролей: Орфей (в «Орфее и Эвридике» Глюка), Оберон (в «Королеве фей» Генри Пёрселла и в опере «Сон в летнюю ночь» Бенджамина Бриттена), Оттон (в опере Георга Фридриха Гендель «Агриппина») и Аполлон («Смерть в Венеции» Бенджамина Бриттена).
Для Майкла Чанса написаны ряд партий в операх современных композиторов: в опере Харрисона Бертуистла «Вторая миссис Конг» и Джудит Веир «Ночь в Китайской Опере». Он стал первым исполнителем вокальных произведений композиторов Ричарда Родни Беннетта, Тань Дуня, Александра Гера, Энтони Пауэрса, Джона Тавенера и Элвиса Костелло.
Певец регулярно выступает на фестивалях в Эдинбурге, Экс-ан-Провансе, Санкт-Петербурге (Earlymusic, Международный хоровой фестиваль, «Музыкальный Эрмитаж») и Зальцбурге, на Glyndebourne Festival Opera.
Майкл Чанс выступает с камерными концертами, сотрудничает с лютнистом Полом Бейером, исполнителем на виоле да гамба Паоло Пандольфо, арфистом Эндрю Лоуренсом-Кингом, ансамблями старинной музыки The Brandenburg Consort, Musica Petropolitana, Balthasar-Neumann-Ensemble, The Chandos Baroque Players, The Purcell Quartet.
В числе его записей — сотрудничество с дирижёрами Джоном Элиотом Гардинером, Тревором Пинноком, Франсом Брюггеном, Тоном Коопманом (вместе с ним принял участие в записи полного собрания вокальных сочинений Иоганна Себастьяна Баха с Amsterdam Baroque Orchestra) и Николасом МакГеганом. Певец записывается на лейблах Deutsche Grammophon, Deutsche Harmonia Mundi, Naxos.

## Преподавательская деятельность
Майкл Чанс является профессором Royal College of Music в Лондоне. Профессор вокала в Королевской консерватории в Гааге (Нидерланды). Проводит мастер-классы в различных странах.

## Награды
- Премия Grammy за участие в записи оперы «Семела» Генделя (Deutsche Grammophon).
- 2009. Командор Превосходнейшего ордена Британской империи (англ. The Most Excellent Order of the British Empire).

## Избранная дискография[11]
- Handel. Tamerlano. Argenta, Findlay, Ragin, Chance, Robson, Schirrer. English Baroque Soloists, John Eliot Gardiner. Erato. 1987.
- George Frideric Handel. Messiah. Arleen Auger, Anne Sofie Von Otter, Michael Chance, Howard Crook, John Tomlinson. The English Concert And Choir, Trevor Pinnock. Archiv Produktion. 1988.
- Countertenor Duets By Purcell And Blow. James Bowman, Michael Chance. The King’s Consort, Robert King. Hyperion. 1987.
- Purcell. Royal And Ceremonial Odes (CD, Album). Gillian Fisher, Tessa Bonner, James Bowman, Michael Chance, Charles Daniels, John Mark Ainsley, Michael George, Charles Pott. The King’s Consort, Robert King. Hyperion. CDA66314. 1988.
- Pergolesi. Stabat Mater/Salve Regina In A Minor/In Coelestibus Regnis (CD, Album). Gillian Fisher, Michael Chance. The King’s Consort, Robert King. Hyperion. CDA66294. 1988.
- J.S. Bach. Weihnachts-Oratorium (2xCD, Album, Car). Barbara Schlick, Michael Chance, Howard Crook, Peter Kooy. Chorus And Orchestra Of Collegium Vocale, Philippe Herreweghe. Virgin Classics. 0777 7595302 2. 1989.
- John Dowland, William Byrd. Fretwork — Goe Nightly Cares: Dances From John Dowland’s Lachrimae (1604). Music And Songs By William Byrd (CD, Album). Michael Chance, Christopher Wilson. Virgin Veritas. 7595862, 0777 7595862 1. 1990.
- Tragicomedia. A Musicall Dreame (CD, Album). With Michael Chance, David Cordier. Hyperion. CDA66335. 1990.
- Vivaldi, Bach. Gloria. Ostro Picta / Magnificat (CD, Album). Collegium Musicum 90, Emma Kirkby, Tessa Bonner, Michael Chance, John Mark Ainsley, Stephen Varcoe, Richard Hickox. Chandos. CHAN 0518. 1991.
- Fretwork, Jeremy Rudd, Michael Chance. A Play Of Passion (Songs For The Elizabethan Stage, Consort Songs And Dances) (CD, Album). Virgin Veritas. 7243 5 45007 2 5, VC 5 45007 2. 1993.
- Michael Chance & Christopher Wilson. The Sypres Curten Of The Night. Elizabethan & Jacobean Lute Songs (CD, Album). Chandos. CHAN 0538. 1993.
- J. S. Bach/A. Scarlatti/F. Durante. Maya Boog, Michael Chance, Thomas Hengelbrock, Balthasar-Neumann-Ensemble. Deutsche Harmonia Mundi. 05472 77508 2. 2000.
- Jan Dismas Zelenka. Lamentations Of Jeremiah. Michael Chance, Michael George, John Mark Ainsley, The Chandos Baroque Players. Helios. 2002.
- John Tavener. The Hidden Face (CD, Album). Michael Chance. Harmonia Mundi . HMU 907285. 2002 .
- Giovanni Battista Pergolesi. Stabat Mater. Salve Regina. Michael Chance. Kölner Kammerorchester, Helmut Müller-Brühl. Naxos. 2004.
- Buxtehude. Sacred Cantatas, vol. 2 (CD, Album). Emma Kirkby, Michael Chance, Charles Daniels, Peter Harvey, The Purcell Quartet. Chaconne. CHAN 0723. 2005.
- J. S. Bach. Weimar Cantatas (CD). Emma Kirkby, Michael Chance, Charles Daniels. Peter Harvey, The Purcell Quartet. Chaconne. CHAN 0742. 2007.
- Johann Sebastian Bach. St. Matthew Passion, BWV 244. Emma Kirkby, Michael Chance, Martyn Hill, David Thomas, Michael George, Rogers Covey-Crump. The Choir Of King’s College, Cambridge, The Brandenburg Consort, Stephen Cleobury. House Of Classics. 1994.
- Henry Purcell. Funeral Music For Queen Mary. Sacred Music. Dioclesian. Songs (2xCD). Michael Chance, Choir Of Clare College, Cambridge. Columns Classics. 290170.
- J. S. Bach. Johannes Passion (2xCD, Album). Ainsley, Richardson, Bott, Chance, Agnew, Varcoe. The Choir Of King’s College Cambridge. The Brandenburg Consort, Stephen Cleobury.